# Regula (architecture)

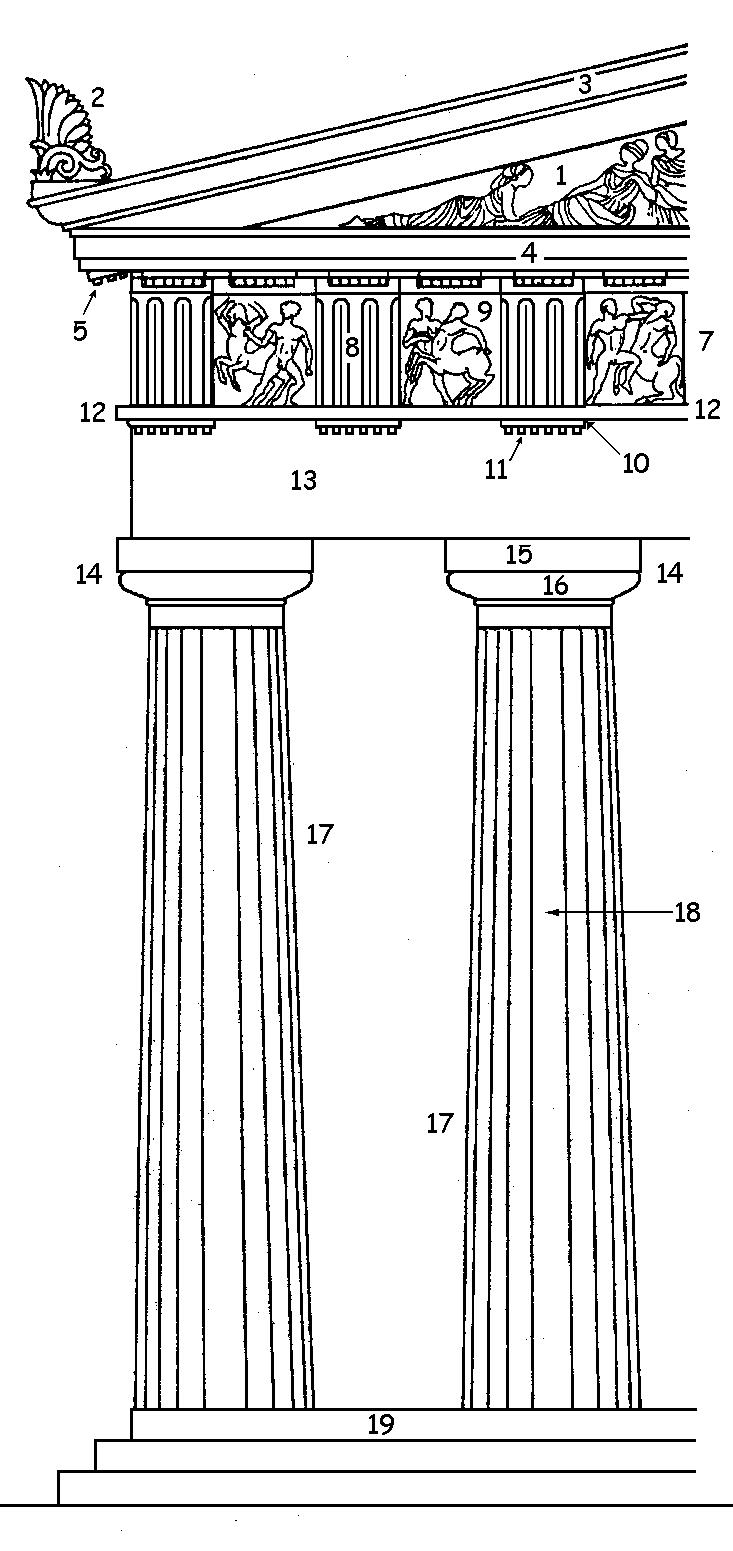
La regula (10) de laquelle pendent des gouttes (11).

La regula (du latin rego au sens étymologique de « aller droit, faire aller droit », avec le suffixe -ula) est un élément d'ornement de l'architecture grecque constituant une baguette sous le triglyphe et faisant partie de l'entablement. Appartenant à l'ordre dorique, les regulae correspondent aux mutules disposées au-dessus des triglyphes et soulignent cet autre ornement.